# Theodor Homén
Viktor Theodor Homén (né le 3 juillet 1858 à Pieksämäki – mort le 10 avril 1923 à Helsinki) est un professeur de physique appliquée et un député finlandais.
Viktor Homén est député du Parti jeune finnois du 1er août 1908 au 1er février 1914 et député du Parti de la coalition nationale du 1er avril 1919 au 4 septembre 1922,.

## Biographie
Pendant la première période d'oppression Russe Theodor Homén est membre actif de l'organisation secrète Kagaali, qui pratique une politique d’opposition à Nikolai Bobrikov. 
Il écrit des articles dans les journaux clandestins Vapaat Sanat et Vapaita sanoja qu'il republiera en 1906 dans son livre Passiivinen vastarinta. Poliittisia kirjoituksia 1899–1904,.
Viktor Homén est emprisonné en juillet 1904. Il est enfermé dans la prison de Chpalernaya près de Saint-Pétersbourg puis il est exilé à Novgorod. 
Il revient en Finlande en février 1905, avec tous les exilés,.
En 1921, Viktor Homén épouse Katarina Hedlund.

## Ouvrages
- (de) Theodor Homén, Ueber die Electricitätsleitung der Gase. 1-3, Helsinki, 1886-1888
- (de) Theodor Homén, Ueber die Electrisitätsleitung der Gase. 2 o. 3 (Acta Societatis scientiarum Fennicae Tomus XVII), Helsinki, Societas scientiarum Fennicae, 1891
- (sv) Theodor Homén, Om nattfroster, Helsinki, 1893
- (de) Theodor Homén, Bodenphysikalische und meteorologische Beobachtungen mit besonder Berücksichtigung des Nachtfrostphänomens (Bidrag till kännedom av Finlands natur och folk häft 54.), Helsinki, Finska Vetenskaps-Societeten, 1894
- (sv) Theodor Homén, I frågan om nattfrosterna : genmäle till prof. Selim Lemström likabenämnda, mot min publikation "Om nattfroster" riktade uppsats, Helsinki, Söderström, 1894
- (fi) Theodor Homén, Suhteellisista vaaleista : ylipainos Päivälehdestä marraskuulla 1894, Helsinki, Akateeminen kirjakauppa, 1894
- (de) Theodor Homén, Über die Bodentemperatur in Mustiala, Helsinki, Finska Vetenskaps-Societeten, 1896
- (de) Theodor Homén, Der tägliche Wärmeumsatz im Boden und die Wärmestrahlung zwischen Himmel und Erde (Thèse, Acta Societatis scientiarum Fennicae Tomus 23), Helsinki, Finska Vetenskaps-Societeten, 1897
- (sv) Theodor Homén, Paikkari torp, Helsinki, 1898
- (sv) Theodor Homén, Vårt passiva motstånd : politiska uppsatser 1899-1904, Helsinki, Helios, 1906
- (sv) Theodor Homén, Om proportionella val särskildt med hänsyn till representationsreformkommitténs förslag, Helsinki, Helios, 1906
- (sv) Theodor Homén, Hydrographische Untersuchungen im nördlichen Teile der Ostsee, im Bottnischen und Finnischen Meerbusen in den Jahren 1898-1904 (Finnländische hydrographisch-biologische Untersuchungen N:o 1), Helsinki, Finska Vetenskapssocieteten, 1907
- (sv) Theodor Homén, En dag vid Paanajärvi ; skämt i en akt af En turist., Helsinki, 1909
- (sv) Theodor Homén sous pseudonyme En turist, Våra skogar och vår vattenhushållning, Helsinki, Söderström, 1917

- (fi) Evert Huttunen, Taavi Tainio et Theodor Homén, Punainen kaartiko vai sosialidemokraattinen puolue? : anarkistiset ainekset pois puolueesta : sosialistien puolueagitatsioni ja porvarilliset, Helsinki, Kansan ystävät, 1918
- (sv) Theodor Homén, Östkarelen och Kola lappmark skildrade av finska natur- och språkforskare, Helsinki, Söderström, 1920
- (sv) Theodor Homén, Ett missgrepp i vårt beskattningssystem, Helsinki, 1921
- (fi) Theodor Homén, Passiivinen vastarintamme. Politillisia kirjoituksia 1899–1904, Otava, 1906